# Чинго, Живко
Живко Чинго (13 августа 1939, с. Велгощи — 11 августа 1987, Охрид) — македонский писатель, журналист и сценарист, директор Македонского Народного Театра.

## Биография
Живко Чинго родился 13 августа 1939 года в селе Велгощи, около города Охрид. Закончил философский факультет Скопского университета. Некоторое время после окончания университета работал учителем литературы в гимназии города Охрид. В Скопье работал во многих журналах и на Радио-телевидении города Скопье, а также в Республиканском комитете культуры и в центре политических исследований в Скопье. Был директором Македонского Народного Театра (макед. Македонски народен театар), состоял в Содружестве писателей Македонии. Умер в городе Охрид 11 августа 1987 года.

## Творчество
Живко Чинго был частью тех македонских писателей, которые оформили македонскую литературу послевоенного периода. В своих произведениях, самым известным из которых является роман «Большая вода» (макед. Γолемата Вода) 1971 года, Чинго описывает жизнь македонских деревень периода Первой мировой войны и послевоенного периода своим сочным и живым языком. Произведения Чинго привлекли внимание общественности, а его литературный талант был широко оценен македонской и югославской критикой. Его произведения переведены на многие языки — сербскохорватский, словенский, албанский, польский, французский, венгерский, немецкий, русский и английский. Его роман «Большая вода» был экранизирован в 2004 году в Македонии.

## Произведения
- «Пасквелия» (сборник рассказов, 1961)
- «Новая Пасквелия» (сборник рассказов, 1965)
- «Серебряные снега» (роман, 1966)
- «Пожар» (сборник рассказов, 1970)
- «Большая вода» (роман, 1971)
- «Жажда» (сценарий, 1971)
- «Поле» (сценарий, 1971)
- «Попытка пробуждения» (сборник рассказов, 1982)